# Pseudapis valga
Pseudapis valga là một loài Hymenoptera trong họ Halictidae. Loài này được Gerstäcker mô tả khoa học năm 1872.